# Serie A1 (pallanuoto maschile)
La Serie A1 è la massima divisione del campionato italiano maschile di pallanuoto, organizzato dalla Federazione Italiana Nuoto (FIN).

## Formula
Al torneo partecipano 14 squadre racchiuse in un unico girone. Al termine della prima fase della competizione, chiamata regular season, le prime sei classificate partecipano alla fase dei play-off, composti da quarti di finale, semifinali e finale, mentre l'ultima e la penultima retrocedono direttamente in Serie A2.

## Storia
La storia del campionato italiano di pallanuoto ha origine nel 1912, quando fu organizzato il primo torneo maschile. Furono solo tre le partecipanti, e il titolo si assegnò con due sole partite. Nella seconda edizione si raggiunsero quattro squadre partecipanti (diventate tre con la rinuncia della Rari Nantes Ostia) e cinque nella terza edizione, tutte e due vinte dal Genoa. In seguito il campionato di pallanuoto fu interrotto, come per gli altri sport, per motivi bellici. Alla riapertura, nel 1919, vinse di nuovo il Genoa.
Il campionato italiano ha cambiato più volte la propria formula ed il numero di squadre partecipanti.
Dopo la riforma dei campionati, la massima serie è la Serie A1 (in passato è stata chiamata anche Serie A); la seconda serie è invece la Serie A2.
La stagione 2019-2020 è stata dapprima interrotta, dopo dieci turni di regular season, e successivamente annullata dalla FIN a causa dell'emergenza coronavirus. Lo scudetto non è stato assegnato e sono state inoltre bloccate anche le retrocessioni in Serie A2 e le promozioni dalla stessa categoria.

## Squadre partecipanti 2025-2026
- AN Brescia
- Canottieri Napoli
- De Akker Bologna
- Florentia
- Olympic Roma
- Ortigia
- Posillipo
- Pro Recco
- Quinto
- Roma Vis Nova
- Salerno
- Savona
- Telimar Palermo
- Trieste

## Albo d'oro
- 1912  Genoa (1)
- 1913  Genoa (2)
- 1914  Genoa (3)
- 1919  Genoa (4)
- 1920  Milano (1)
- 1921  Andrea Doria (1)
- 1922  Andrea Doria (2)
- 1923  Sturla (1)
- 1925  Andrea Doria (3)
- 1926  Andrea Doria (4)
- 1927  Andrea Doria (5)
- 1928  Andrea Doria (6)
- 1929  Triestina (1)
- 1930  Andrea Doria (7)
- 1931  Andrea Doria (8)
- 1932  Milano (2)
- 1933  Florentia (1)
- 1934  Florentia (2)
- 1935  Camogli (1)
- 1936  Florentia (3)
- 1937  Florentia (4)
- 1938  Florentia (5)
- 1939  Napoli (1)
- 1940  Florentia (6)
- 1941  Napoli (2)
- 1942  Napoli (3)
- 1945  Lazio (1)[1]
- 1946  Camogli (2)
- 1947  Canottieri Olona (1)
- 1948  Florentia (7)
- 1949  Napoli (4)
- 1950  Napoli (5)
- 1951  Canottieri Napoli (1)
- 1952  Camogli (3)
- 1953  Camogli (4)
- 1954  Roma (1)
- 1955  Camogli (5)
- 1956  Lazio (2)
- 1957  Camogli (6)
- 1958  Canottieri Napoli (2)
- 1959  Pro Recco (1)
- 1960  Pro Recco (2)
- 1961  Pro Recco (3)
- 1962  Pro Recco (4)
- 1963  Canottieri Napoli (3)
- 1964  Pro Recco (5)
- 1965  Pro Recco (6)
- 1966  Pro Recco (7)
- 1967  Pro Recco (8)
- 1968  Pro Recco (9)
- 1969  Pro Recco (10)
- 1970  Pro Recco (11)
- 1971  Pro Recco (12)
- 1972  Pro Recco (13)
- 1973  Canottieri Napoli (4)
- 1974  Pro Recco (14)
- 1975  Canottieri Napoli (5)
- 1976  Florentia (8)
- 1977  Canottieri Napoli (6)
- 1978  Pro Recco (15)
- 1979  Canottieri Napoli (7)
- 1980  Florentia (9)
- 1981  Bogliasco (1)
- 1982  Pro Recco (16)
- 1983  Pro Recco (17)
- 1984  Pro Recco (18)
- 1985  Posillipo (1)
- 1986  Posillipo (2)
- 1987  Pescara (1)
- 1988  Posillipo (3)
- 1989  Posillipo (4)
- 1990  Canottieri Napoli (8)
- 1991  Savona (1)
- 1992  Savona (2)
- 1993  Posillipo (5)
- 1994  Posillipo (6)
- 1995  Posillipo (7)
- 1996  Posillipo (8)
- 1997  Pescara (2)
- 1998  Pescara (3)
- 1999  Roma (2)
- 2000  Posillipo (9)
- 2001  Posillipo (10)
- 2002  Pro Recco (19)
- 2003  Leonessa (1)
- 2004  Posillipo (11)
- 2005  Savona (3)
- 2006  Pro Recco (20)
- 2007  Pro Recco (21)
- 2008  Pro Recco (22)
- 2009  Pro Recco (23)
- 2010  Pro Recco (24)
- 2011  Pro Recco (25)
- 2012  Pro Recco (26)
- 2013  Pro Recco (27)
- 2014  Pro Recco (28)
- 2015  Pro Recco (29)
- 2016  Pro Recco (30)
- 2017  Pro Recco (31)
- 2018  Pro Recco (32)
- 2019  Pro Recco (33)
- 2020 non assegnato[2]
- 2021  AN Brescia (2)
- 2022  Pro Recco (34)
- 2023  Pro Recco (35)
- 2024  Pro Recco (36)
- 2025  Pro Recco (37)

## Partecipazioni
Sono 72 le squadre che hanno preso parte ai 105 campionati di massima serie disputati dal 1912 al 2025-2026. In grassetto le squadre che parteciperanno al campionato 2025-2026:
- 89:  Florentia
- 75:  Pro Recco
- 67:  Lazio
- 65:  Camogli
- 62:  Canottieri Napoli
- 50:  Napoli
- 48:  Posillipo
- 45:   Savona
- 42:  Nervi
- 40:  Ortigia
- 34:  AN Brescia
- 33:  Bogliasco
- 30:  Civitavecchia
- 29:  Mameli
- 27:  Pescara
- 24:  Roma
- 22:  Catania
- 18:  Sori,  Triestina
- 17:  Andrea Doria
- 14:  Telimar Palermo
- 12:  Milano,  Quinto
- 11:  Trieste
- 10:  Libertas Sestri Ponente
- 9:  Chiavari
- 8:  Como,  Salerno
- 7:  Acquachiara,  Fiamme Oro,  Pegli,  Sturla,  Volturno
- 6:  C.N. Uisp Bologna,  FIAT Torino,  Genoa,  Latina,  Roma Vis Nova,  Sport Management
- 5:  Bissolati Cremona,  Livorno
- 4:  Canottieri Olona,  CN Salerno,  De Akker Bologna,  Lerici Sport,  Paguros Catania,  Roma Nuoto
- 3:  138ª Legione,  Albarese,  Anzio,  Arenzano,  Carabinieri,  Onda Forte Roma,  Plebiscito Padova,  Torino '81
- 2:  CUS Jonica,  CUS Torino,  Fiumana,  Ginnastica Triestina,  Imperia,  Metanopoli,  Modena,  Olympic Roma,  Promogest,  Venezia
- 1:  32ª Legione,  Ardita Juventus,  Cosenza,  CUS Imperia,  Ligure,  Messina,  Roggero di Lauria,  Sport Club Italia